# Новгородская республика
Новгоро́дская респу́блика (Господи́н Вели́кий Но́вгород) — севернорусское средневековое государство, существовавшее с 1136 по 1478 год. В период наибольшего расцвета, кроме Новгородской земли в узком смысле, включала также территории от Балтийского моря на западе до Уральских гор на востоке и от Белого моря на севере до верховьев Волги и Западной Двины на юге. С 1245 года до падения республики только великие князья владимирские становились новгородскими, титул которых с XIV века стали наследовать исключительно московские князья, при этом роль князей с конца XIII века стала существенно падать и власть стала лишь номинальной, в то время как исполнительная власть перешла к посадникам. Новгородская республика в 1478 году была завоёвана Иваном III и полностью вошла в состав централизованного Русского государства.

## История
Первые попытки Новгорода обрести независимость от Киевской Руси появились в XI веке. Новгородские бояре при поддержке городского населения хотели избавиться от бремени налогообложения Киева и создать своё войско. В 1136 году из-за бегства князя Всеволода Мстиславича с поля битвы у Жданой горы и изгнания его из Новгорода, в Новгородской земле установилось республиканское правление.
Во времена монгольского нашествия на Русь и последующих монгольских и ордынских походов Новгороду удалось избежать разорения благодаря удалённому расположению. Но юго-восточные города новгородских владений (Торжок, Волок, Бежецк) были разграблены и опустошены. В 1259 году Новгородская земля при содействии Александра Невского была вовлечена в данническую зависимость от Орды. В 1236—1240 и 1241—1252 годах в Новгороде княжил Александр Невский, в 1328—1337 годах — Иван Калита. До 1478 года новгородский княжеский стол занимали преимущественно суздальские и владимирские князья, иногда — литовские князья.
До XV века владения Новгорода расширялись на восток и северо-восток. Республика приобрела земли вокруг Онежского озера, вдоль реки Северной Двины и побережье Белого моря. Также исследовались Баренцево и Карское моря, запад Cеверного Урала. Районы к северо-востоку от столицы были богаты пушным зверем и солью. Эти ресурсы имели большое значение для экономики Новгородской республики, основу которой составляла торговля.

### Владимиро-суздальское влияние
Первым самостоятельно призванным новгородцами князем стал Святослав Ольгович, младший брат Всеволода Черниговского, главного союзника Мстиславичей и соперника тогдашнего киевского князя, Ярополка из Мономаховичей. Как правило, представитель одной из двух враждующих княжеских группировок приглашался в Новгород либо сразу после занятия его союзниками ключевых позиций в Южной Руси, либо перед этим. Иногда новгородцы помогали своим союзникам занять эти позиции, как, например, в 1212 году.
Наибольшую угрозу новгородской независимости представляли владимирские князья (добившиеся усиления личной власти в своём княжестве после разгрома старого ростово-суздальского боярства в 1174—1175 годах), поскольку в их руках был эффективный рычаг воздействия на Новгород. Они несколько раз захватывали Торжок и перекрывали подвоз продовольствия из своих «низовых» земель.
Новгородцы также предпринимали походы в Северо-Восточную Русь, в частности, ещё под руководством Всеволода Мстиславича 26 января 1135 года бились у Жданой горы, а в 1149 году вместе со Святополком Мстиславичем разорили окрестности Ярославля и ушли из-за весеннего паводка, также в рамках борьбы против Юрия Долгорукого.
В 1170 году, сразу после взятия Киева войсками Андрея Боголюбского и его союзников, суздальцы предприняли поход на Новгород, в котором находился Роман Мстиславич, сын изгнанного из Киева князя. Новгородцам удалось выиграть оборонительное сражение и отстоять свою независимость, противник понёс огромные потери пленными.
С 1181 по 1209 год, с промежутками в 1184—1187 и 1196—1197 годах, у власти в Новгороде находилась владимиро-суздальская династия, с 1197 года её правление было непрерывным.
В XII веке оживились отношения новгородцев с островом Готланд, расположенном в центре Балтийского моря и являющимся в XI—XIII века центром балтийской торговли. В XII веке в Новгороде уже существовала торговая фактория готландских купцов — так называемый «Готский двор». Во второй половине XII столетия на Готланде и в Новгороде появились немецкие купцы, приплывшие сюда из Любека и других немецких городов. Постепенно они начали развивать свою торговлю и вытеснять готландцев из Новгорода. В 1191—1192 годах был заключён договор Новгорода с Готским берегом и немецкими городами.

### Победы Мстислава Удатного
Ранней весной 1209 году торопецкий князь Мстислав Мстиславич Удатный завладел Торжком, пленив не только местного посадника и нескольких купцов, но и группу дворян новгородского князя Святослава Всеволодовича, младшего сына владимирского князя Всеволода Большое Гнездо. После этого он направил грамоту в Новгород:
«кланяюся святѣи Софѣи и гробу отца моего и всѣмъ новгородцемъ; пришелъ есмь к вамъ, слышавъ насилие от князь, и жаль ми своея отцины».
Видимо, Мстислав опирался на какие-то серьёзные силы в Новгороде, потому что, узнав о захвате Торжка, Всеволод Большое Гнездо направил против него старшего сына Константина с ратью. Однако новгородцы арестовали своего действовавшего князя Святослава (родного брата Константина) и выразили поддержку новому избраннику, подтвердив право на «вольность в князьях». Таким образом была гарантирована безопасность Мстислава, после чего Константин вынужден был остановиться в Твери, а его престарелый отец, избегавший на закате жизни военных конфликтов, — договориться с узурпатором и признать того законным правителем Новгорода.
Торопецкий князь не имел влиятельных покровителей, какого-то мощного собственного авторитета или богатства. Однако проявил себя в военном деле. Новгородская летопись отзывается о нём в исключительно положительном ключе: справедливый в суде и расправе, удачливый полководец, внимательный к заботам людей, благородный бессребреник.
В Новгороде Мстислав проявил решительность и инициативу во внутренних делах: сменил посадников и архиепископа, развернул активное строительство в городе и посаде, предпринял реконструкцию оборонительных сооружений на южных подступах к своей земле: были обновлены крепостные стены соседних с Торопцом Великих Лук, а также проведена административная реформа пограничных земель: Великие Луки были объединены с Псковом под рукой брата Мстислава, Владимира.
После этого Псков становится ответственным за рубежи Новгорода с юга (Полоцк, Литва) и запада (Эстония, Латгалия), а также контролирует приграничные области Южной Эстонии (Уганди, Вайга и отчасти Сакала) и Северной Латгалии (Талава, Очела). Новгороду отходят земли Северной Эстонии (Вирония), Води, Ижоры и Карелии.
Таким образом начинает расти административно-политическое, оборонительное и торговое значение Пскова в процессе превращения Прибалтики из отсталой языческой провинции в важнейший пункт западноевропейской торговой, церковной и военной экспансии. Это обусловило и выделение для Пскова отдельного князя в период правления Мстислава Мстиславича в Новгороде. Он же возглавил и новую волну русского сопротивления крестоносцам в Прибалтике.
Отец новгородского князя Мстислав Ростиславич Храбрый, княживший в Новгороде менее года и похороненный в Софийском соборе (1180), запомнился победоносным походом на чудь во главе 20-тысячного войска в 1179 году. Поэтому и свои военные походы Мстислав Удатный начал с аналогичной операции.
В конце 1209 года он совершил краткий рейд в эстонскую Виронию, вернувшись с богатой добычей, а в 1210 году совершил большой поход на чудь, захватив Медвежью голову. Он взял с эстов не только дань, но и обещание креститься в православие. Он впервые использовал христианство в качестве дополнительной меры укрепления своей власти, что ранее делали только католические колонизаторы. Однако православные священники оказались не столь мобильными, как католические, и инициатива князя осталась без продолжения: вместо православных к эстам пришли священники от рижан и таким образом Медвежья голова (Оденпе) позднее вошла в число земель рижского епископства[6].
Недовольный пассивностью церкви Мстислав в январе 1211 года добился отстранения от службы архиепископа Митрофана, предложив на его место монаха Хутынского монастыря, представителя влиятельного боярского рода Антония (Добрыня Ядрейкович), который в дальнейшем был горячим приверженцем проповедничества и миссионерства на передовых рубежах России.
В 1210 году немцы, которые подверглись нападению куршей на юге и стремились не втянуться в межэтническую бойню эстов и леттов, постарались обезопасить себя с севера и подписали мирный договор с Полоцком, обещав выплату «ливской» дани. В то же время был заключен мир и с Новгородом, по которому Мстислав поделил с рижским епископом Альбертом сферы влияния с учётом того, что большая часть Эстонии (Сакала, Гервен, Гария, Рявала и Приморье (нем. Maritima или Wiek, Вик; эст. Läänemaa, Ляэнемаа), Роталия (Rotalia, эст. Ridala) и Сонтагана (Sontagana; эст. Soontagana) оставалась ещё не покоренной русскими и тем более немцами. Стороны оставили их на милость победителя. При этом за Новгородом были закреплены права на северные области Латгалии (Талава и Очела) и на эстонские земли вдоль Чудского озера: Вирония, Вайга, Уганди. Права рижского епископа признавались на Ливонию, Нижнее Подвинье и Латгалию (без Атзеле и Талавы). Соглашение было закреплено первым русско-немецким матримониальным альянсом — браком племянницы Мстислава, дочери псковского князя Владимира Мстиславича, и Теодориха — младшего брата епископа Альберта.
При этом, признав права Риги на земли по Двине (возможно, также Кукейнос и Герцике), Мстислав усугубил положение полоцкого князя Владимира, лишившегося поддержки новгородско-псковских соотечественников. Однако для возвышения роли Новгорода и Пскова в торговле это было выгодно.

### Междоусобицы и борьба с внешним врагом

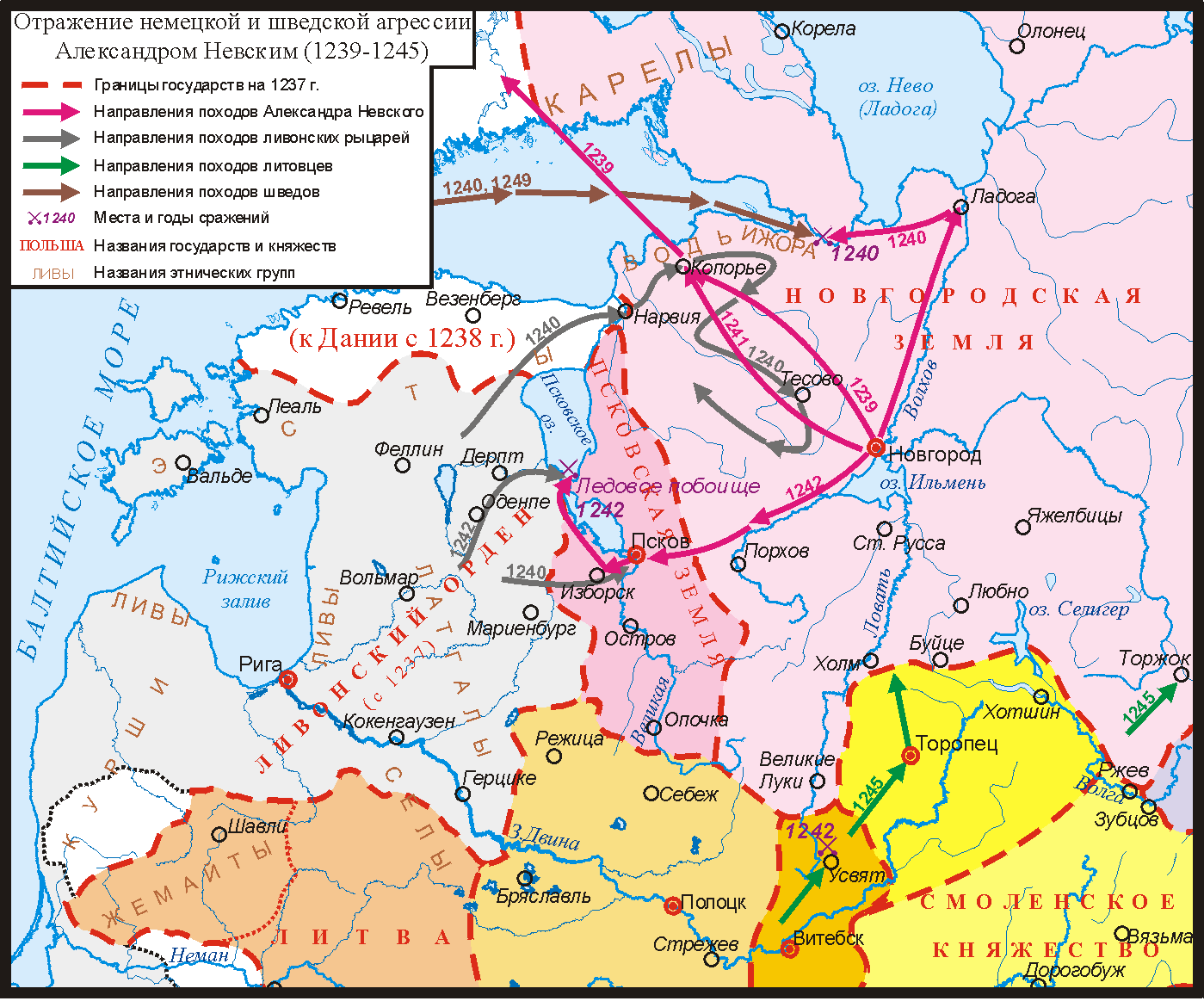
Карта 1239—1245

В 1216 году, когда брат владимирского князя Ярослав организовал экономическую блокаду Новгорода, новгородцы при помощи смоленских князей вмешались в борьбу за власть между суздальскими князьями, в результате которой владимирский князь был свергнут. Однако, в начале XIII века немецкие католические ордена (Орден меченосцев и Тевтонский орден) завершили подчинение прибалтийских племён, ранее плативших дань Новгороду и Полоцку, вышли на границы собственно русских земель. Псков и Новгород для успешной борьбы против них стали нуждаться в союзнике, готовом оказать военную помощь в случае необходимости. Но помощь не всегда приходила вовремя, как из-за удалённости Владимира от северо-западных границ Руси, так и из-за разногласий между новгородской знатью и владимирскими князьями. Более опасное положение Пскова порождало разногласия между псковичами и новгородцами. Псковичи требовали от новгородцев и владимирцев либо решительных успехов в прибалтийских походах, либо мира с Орденом. Псков часто принимал князей, изгнанных новгородцами.
Во времена монгольского нашествия на Русь новгородские земли подверглись разорению лишь частично (Волок Ламский, Вологда, Бежецк, Торжок). Последний был взят 5 марта, и после этого силы монголов дошли до Игнач Креста, находившегося в 100 вёрстах от Новгорода, в 6,6 км в северо-западу от современной деревни Яжелбицы. Главными причинами отказа монголов от похода на сам Новгород различные версии называют предстоящую весеннюю распутицу (после взятия Торжка 5 марта), угрозу бескормицы и высокие потери монголов на более ранних этапах похода, в борьбе против Рязанского и Владимирского княжеств. Несмотря на то что Новгород не был захвачен монголами, он был вынужден платить им дань. После первой неудачной попытки в 1257 году, татарские послы провели перепись в 1259 году с помощью Александра Невского, что вызвало волнения в городе.
Новгородские летописи зафиксировали около 80 крупных выступлений городского населения республики, нередко приобретавших форму вооружённых восстаний. Наиболее крупными из них были возмущения 1136—1137, 1207, 1228—1229, 1270, 1342, 1418 и 1446—1447 гг.
Расширение государственной территории Новгородской республики и попытки её распространить своё влияние на народы Прибалтики и финские земли вызывали неизбежные конфликты с европейскими католическими державами, провоцировавшиеся нередко папской курией. С середины XII до середины XV вв. новгородцы 26 раз воевали со Швецией, 14 раз с Литвой, 11 раз с Ливонским орденом и 5 раз с Норвегией.
15 июля 1240 года Александр Ярославич одержал победу над шведами на Неве, 5 апреля 1242 года — над Ливонским орденом на льду Чудского озера, а в 1257—1259 годах утвердил своё влияние в Новгороде, угрожая ему татарским погромом. В 1268 году ливонцы и их датские союзники были разбиты новгородским войском во главе с князем Дмитрием Александровичем в ожесточённой Раковорской битве.
В 1348 году шведский король Магнус Эрикссон осадил с сильным войском новгородскую крепость Орешек, после взятия которой попытался насильно окрестить в католическую веру захваченных там русских и ижорян, но новгородская рать во главе с будущим посадником Онцифором Лукиничем нанесла ему сокрушительное поражение.

### Между Москвой, Тверью и Литвой

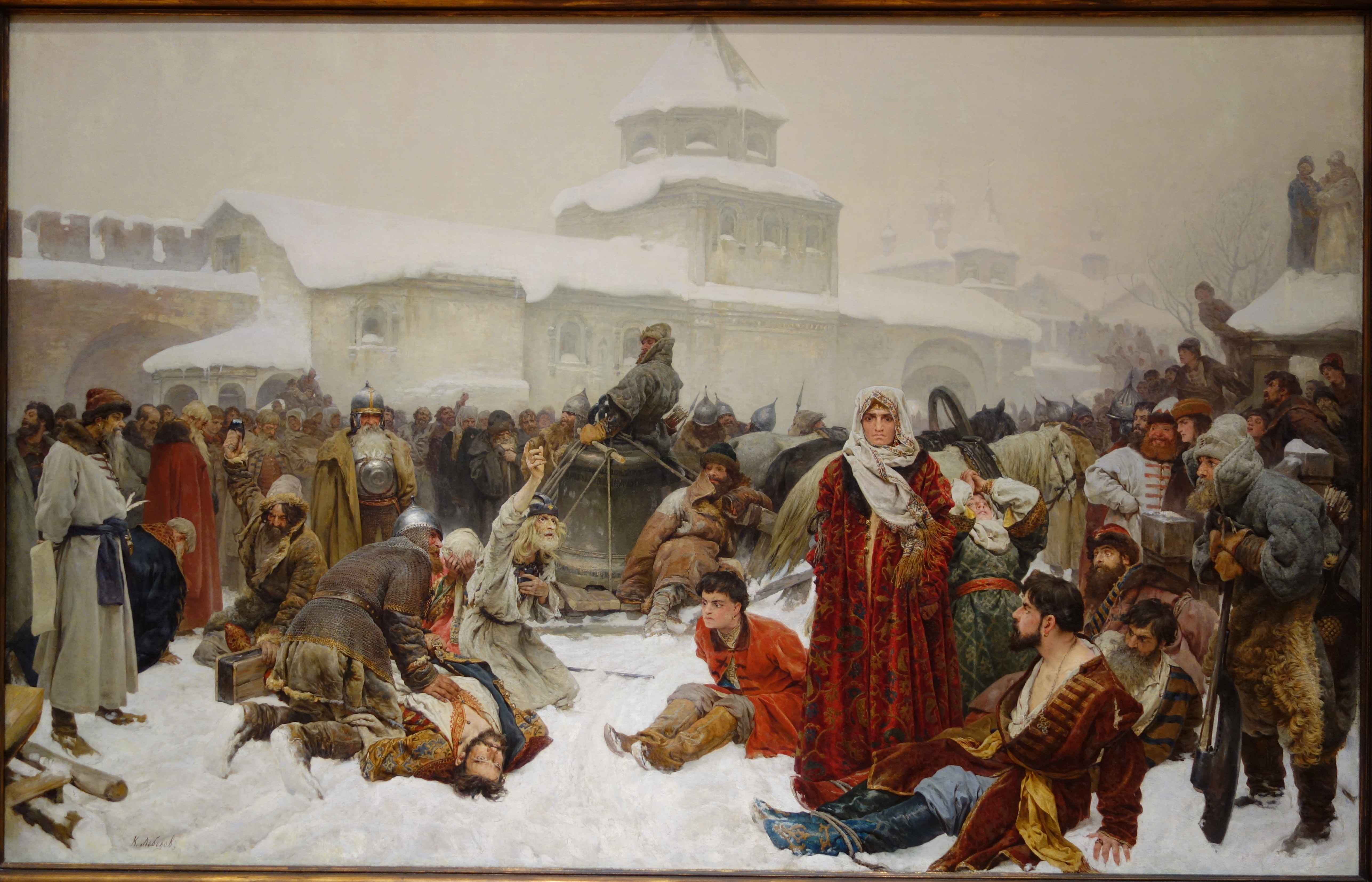
Клавдий Лебедев. «Марфа Посадница» (1891)

В начале XIV века за новгородское княжение развернулась борьба между тверскими и московскими князьями. Золотая Орда, стремясь не допустить заметного преимущества одного русского князя над другим, поддерживала в этой борьбе Москву, новгородская знать симпатизировала московским князьям. Попытка Михаила Тверского, насильно посадившего в Новгороде своего посадника, подчинить республику силой успеха не имела, поход его
оказался неудачным. Начиная с 1330-х годов, когда основными центрами русских земель стали Москва и Вильно, новгородцы стали призывать на княжение также и литовских князей. Юридически самостоятельность Пскова была утверждена в 1348 году Болотовским договором.
Конфликты новгородцев со шведами и норвежцами в начале XIV века окончились заключением договоров, определяющих границы и сферы влияния тех и других. Ореховский мир со Швецией, заключенный в 1323 году, определил границу в Карелии и Финляндии. В 1326 году в Новгороде был подписан договор с норвежцами, согласно которому стороны обязывались соблюдать «старые границы» между новгородскими владениями на Кольском полуострове и норвежским Финнмарком. «Граница» в этих местах означала право на сбор дани с местного финно-угорского населения.

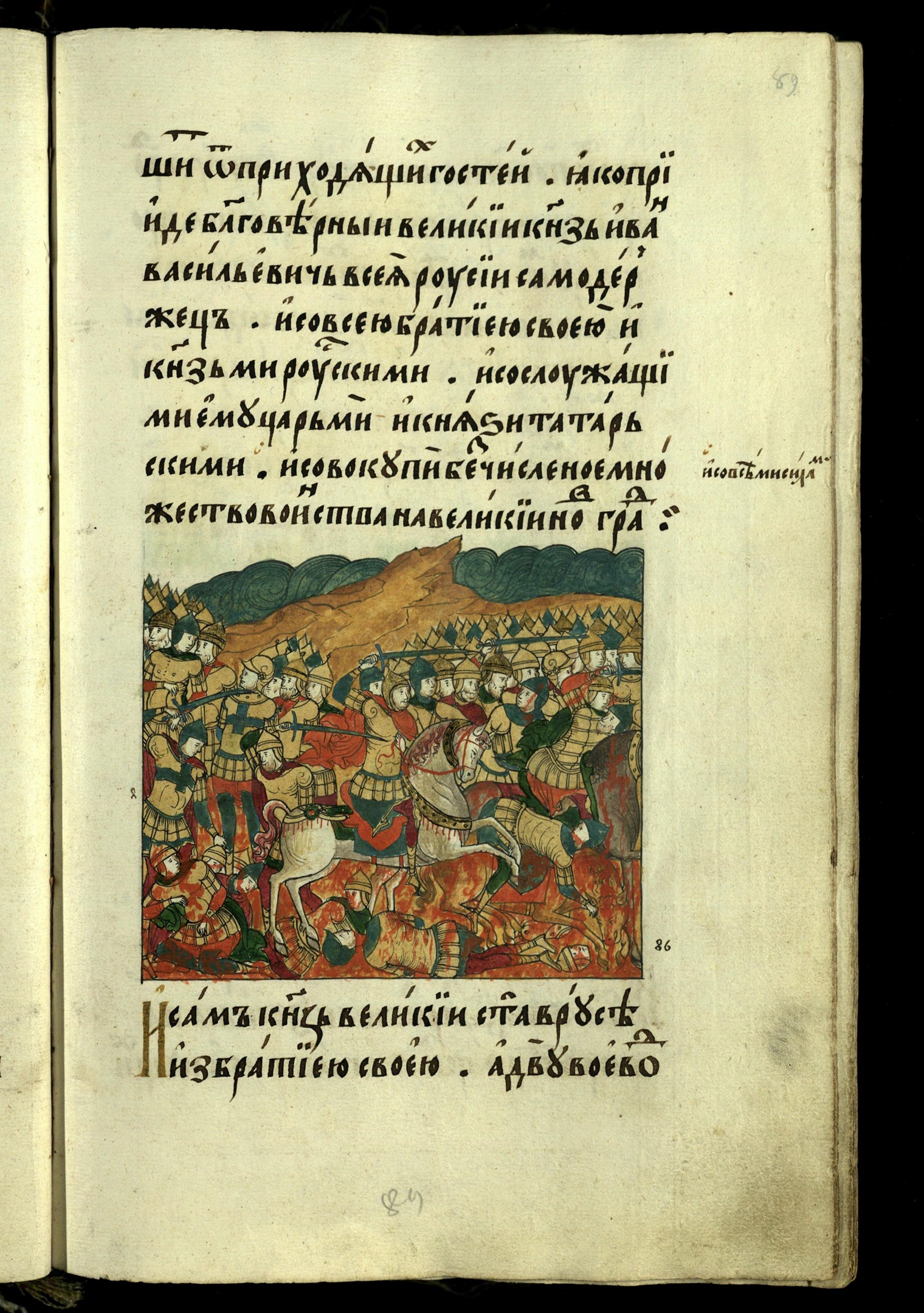
Битва москвичей с новгородцами. Житие святых Зосимы и Савватия Соловецких (1623)

Новгород торговал с балтийскими городами на протяжении XIV и XV веков. После их объединения в Ганзу в середине XIV века между нею и Новгородом в течение нескольких десятилетий длился конфликт. Новгородцы предъявляли претензии по условиям торговли мехами и солью, обе стороны задерживали купцов и конфисковывали их товары. В 1392 году в Новгороде делегацией ганзейских городов был подписан Нибуров мир, урегулировавший основные претензии сторон и ставший основой для отношений Новгорода с Ганзой до закрытия её конторы. Несмотря на это, и в XV веке происходили многочисленные конфликты с Ганзой. Войны с Ливонским орденом также приводили к затруднениям в торговле между Новгородом и ливонскими городами. Так Орден запретил поставлять лошадей на Русь в 1439 и 1440 годах, а в 1443 году торговля с Новгородом была запрещена и контора Ганзы была закрыта до 1450 года. На протяжении XV века роль Ганзы в торговле Новгорода уменьшалась, развивались отношения с её конкурентами: Выборгом, Стокгольмом и Нарвой.
На XIV век приходится расцвет новгородской архитектуры, строятся многочисленные новые церкви, кирпичные стены кремля. К этому же времени относятся первые (если не считать летописи) памятники новгородской литературы. В следующем столетии появились жития святых, повести о боярах и сказания о прошлых победах новгородцев. Новгород начал чеканить собственную монету (новгородку) в 1420 году. В 1440 году составлена Новгородская судная грамота, определяющая порядок судопроизводства в Новгороде.

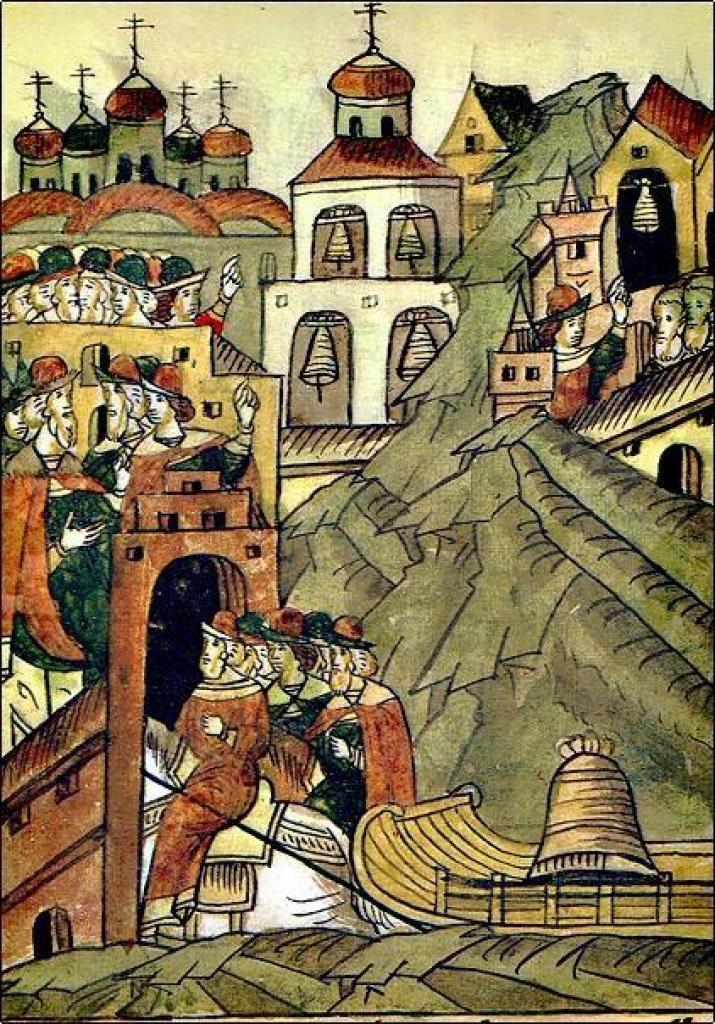
Увоз вечевого колокола из Новгорода после присоединения к Москве. Миниатюра из Лицевого летописного свода

После похода на Новгород Михаила Тверского его правители попытались сблизиться с усиливавшейся Москвой. Так, во время вышеупомянутого похода шведского короля Магнуса 1348 года посадник Федор Данилович призвал на помощь новгородцам войско Симеона Гордого. Согласно некоторым летописям и записи в синодике церкви Бориса и Глеба в Плотниках, новгородцы участвовали и в Куликовской битве, хотя рядом современных историков это ставится под сомнение. Но после того как московские князья сами стали вмешиваться в новгородские дела, отношения с ними стали прохладнее, а в 1397 году с Москвой разгорелся военный конфликт из-за отторгнутой ею у Новгорода Двинской земли.
В 1449 году Москва заключила с Литвой Вечный мир, разграничивающий зоны влияния на Руси. Великое княжество Литовское обязалось не вмешиваться во внутренние дела Новгорода и Пскова, и не поддерживать их против Москвы и Ливонского ордена. В течение следующих нескольких лет князь Василий II Тёмный окончательно победил в междоусобной войне в Московской Руси годах, а его главный соперник Дмитрий Шемяка бежал в Новгород, где и умер (возможно был отравлен) в 1453 году. Василий II пошёл в поход на Новгород в 1456 году, закончившийся поражением новгородцев в битве под Русой (ныне Старая Русса) и подписанием Яжелбицкого мира, по которому полномочия московского князя в новгородских делах существенно расширились.

### Падение
В 1470 году киевский митрополит Григорий Болгарин был признан вселенским патриархом Константинополя Дионисием VI, что ознаменовало собой отход православных Великого княжества Литовского от унии с католическим Римом. Новгородцы обратились к Григорию, чтобы тот прислал им нового архиепископа. В том же году они заключили договор с Казимиром, великим князем литовским и королём польским, пригласив его на княжение. В договоре было особо оговорено сохранение православной веры: посадник должен был быть православным, а король не имел права строить в Новгородской земле католических церквей. В среде новгородской элиты возникла «литовская партия», возглавлявшаяся Марфой Борецкой.
Великий Московский князь Иван III обвинил новгородцев в отходе от православия к католицизму и в 1471 году объявил поход на Новгород. Предварительно он прекратил подвоз хлеба в последний, что вызвало возмущение тамошних низов. На стороне Москвы неожиданно выступили псковичи, Ливонский Орден не пропустил через свои земли новгородских послов, помимо этого, «литовская партия» и посадник не получили поддержки ни со стороны широких народных масс, ни со стороны владыки Феофила. Московское войско одержало победу в Шелонской битве, вступив в Новгород, после чего был заключён Коростынский мир, ещё сильнее подчинивший Новгородскую землю великому князю.
В результате очередного похода Ивана III в 1478 году в Новгороде было ликвидировано вече и институт посадника, и он был окончательно присоединён к Московскому княжеству. Спустя несколько лет, в 1484—1489 годах новгородские бояре были частью арестованы, частью вывезены в другие области как рядовые «служилые люди», на новгородских же землях были испомещены служилые люди из центральных областей Московского княжества. В Новгороде посажены были московские наместники, из него был символически вывезен вечевой колокол.

## Политическое устройство
| Вече                         | Вече     | Вече     | Вече                    | Вече    |
| ---------------------------- | -------- | -------- | ----------------------- | ------- |
| Совет господ «Золотые пояса» | тысяцкий | посадник | архиепископ или владыка | князь   |
| Совет господ «Золотые пояса» | тысяцкий | посадник | архиепископ или владыка | дружина |

### Вече

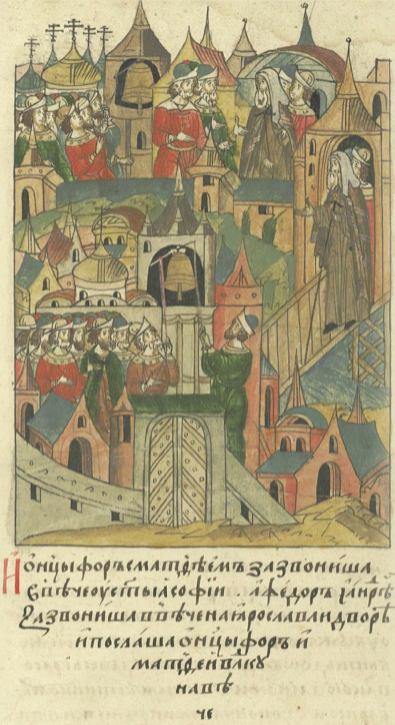
Собрание на вече посадником Оцифором, Лицевой летописный свод, XVI век

Традиции веча восходят к многотысячелетним традициям народных собраний, идущих от родоплеменных советов. Для Новгородской республики характерны некоторые особенности общественного строя и феодальных отношений: значительный социальный и землевладельческий вес новгородского боярства, имеющего давние традиции, и его активное участие в торговой и промысловой деятельности. Основным экономическим фактором была не земля, а капитал. Это обусловило особую социальную структуру общества и необычную для средневековой Руси форму государственного правления.
Вече — собрание части мужского населения города — обладало широкими полномочиями («общегородское» вече): оно призывало князя, судило о его «винах», «указывало ему путь» из Новгорода; избирало посадника, тысяцкого и владыку; решало вопросы о войне и мире; издавало и отменяло законы; устанавливало размеры податей и повинностей; избирало представителей власти в новгородских владениях и судило их.
После первого удачного похода на Новгород (1471) Иван III существенно ограничил права веча, принудив новгородцев «ставить архиепископа на Москве». В результате второго похода (1478) вече было уничтожено как политический институт, а вечевой колокол увезён в Москву.

### Княжеская власть
Новгородские князья иногда призывались или утверждались вечем из близлежащих княжеств. Функциями князя были гражданский суд и оборона, во время войны он также был главным военачальником. Князь отвечал за защиту части Новгородской земли (в некоторых городах Новгородской земли были свои князья).
Резиденция князя с 1136 года была, вероятнее всего, за городом, сейчас это место называется «Рюриково Городище», но, возможно, и в городе — «Ярославово Дворище».
С периода великого княжения Александра Невского Новгородская республика признавала сюзеренитет Великого княжества Владимирского и подчинялась великим князьям суздальской ветви. Это позволяло ей избегать конфликтов с Ордой и сосредотачивать силы на противостоянии натиску Ордена, Швеции и Литвы, привлекая к борьбе против них великокняжеские силы. Во второй половине XIII века великие князья владимирские обладали реальной исполнительной властью в Новгороде, в их компетенцию входило утверждение судебных актов, поземельных и имущественных сделок, документов, регулирующих торговые конфликты. В конце XIII века эти вопросы перешли в ведение республиканского судопроизводства и сюзеренитет великих князей обрёл во многом номинальный характер, поскольку новгородское боярство стремилось к наибольшей самостоятельности. Тем не менее, великие князья владимирские и далее имели право содержать в Новгороде своих наместников, которые в иерархии республики занимали второе место после архиепископа. Сюзеренитет великих князей владимирских (со времени Дмитрия Донского этот титул был вотчиной московских князей) никогда не ставился под сомнение.

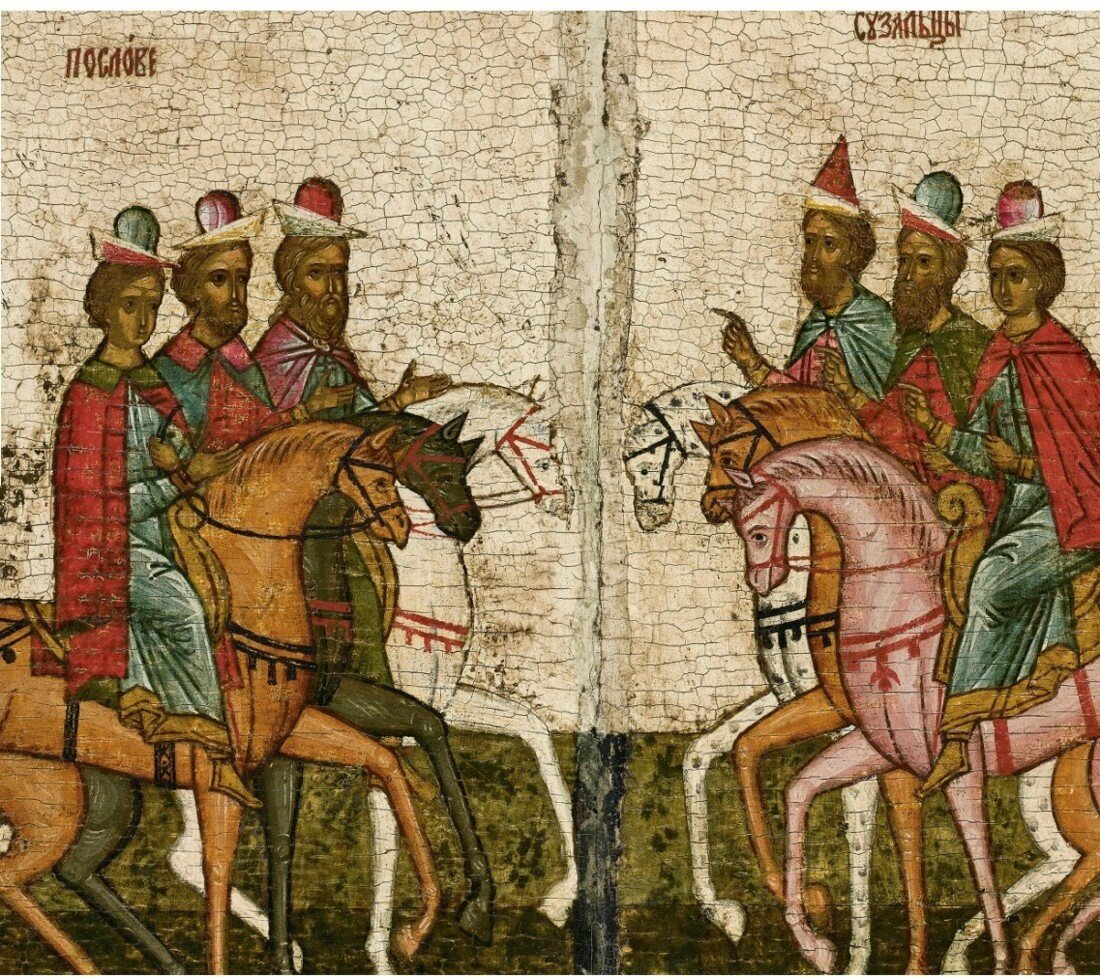
Встреча послов перед битвой 1170 года. Со стороны новгородцев слева направо: Роман Мстиславич, посадник Якун, Даньслав Лазутинич

### Посадник
Формально исполнительная власть была в руках посадника, первого гражданского сановника, председателя народного веча, который избирался им на срок один-два года. Посадник руководил деятельностью всех должностных лиц, вместе с князем ведал вопросами управления и суда, командовал войском, руководил вечевым собранием и боярским советом, представительствовал во внешних сношениях. При этом в смесном суде (совместном суде князя и посадника) вначале подавляющее большинство решений принимал князь, хотя и скреплял их княжеской печатью, чтобы посадник мог их контролировать. Реально посадники стали главами исполнительной власти с начала XIV века.
После реформы Онцифора Лукинича 1354 года вместо одного посадника пожизненно правили шесть, из числа которых ежегодно избирался новый — «степенный» посадник (от слова «степень» — помост, с которого они обращались к вечу). Вышедшие в отставку посадники назывались «старыми», точно также «старыми» назывались отставные тысяцкие.
Тысяцкий был предводителем новгородского ополчения, в его обязанности входили также сбор налогов и торговый суд.

### Совет господ

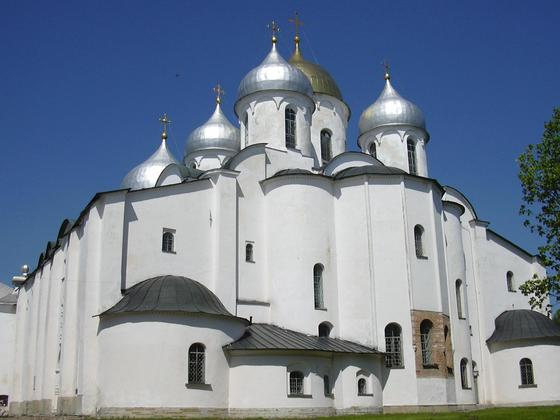
Собор Святой Софии, премудрости Божией, в Новгороде — символ республики

Помимо этих административных должностей и веча, существовал совет господ («госпо́да») — своеобразная новгородская высшая палата. В состав совета входили:
- архиепископ (владыка) — один из руководителей государства и хранитель государственной казны, контролировал эталоны мер и весов, с 1156 года избирался вечем[41][42].
- посадник — исполнительный орган веча, постепенно его полномочия расширялись, с 1126 года избирался вечем[43], со второй половины XIII века — Советом Господ.
- тысяцкий — выборное должностное лицо, представлявшее интересы лично свободного «чёрного» населения (торговцев, ремесленников, купцов, рядовых дворовладельцев)[44].
- кончанские старосты
- сотские старосты
- старые посадники и тысяцкие.

Регулирование взаимоотношений Совета господ, посадника и веча с князем устанавливались особыми договорными грамотами.
K XV веку решения веча обычно заранее готовились Советом господ, и управляемость демократии привела к снижению её поддержки народом. С XV века формальным главой Совета господ, не только республики, становится новгородский архиепископ. В его руках находилась городская казна, он ведал внешней политикой государства, приобрёл право суда, а также следил за торговыми мерами веса, объёма и длины. Но реальная власть могла принадлежать отдельным представителям местной аристократии, к примеру, Марфе Борецкой.

### Право и суд
Новгородский суд отличался выборностью судей, гласностью и состязательностью процесса, заявляемым равенством свободных граждан. Существовал ряд судебных институтов: суд владыки (епископа), тысяцкого, сместной (совместный) суд посадника и княжеского наместника, торговый суд. Отдельной судебной инстанцией могло быть и вече.
Вечевой суд как правило рассматривал преступления представляющие угрозу государству, такие как мятеж и измена. Высшей судебной инстанцией являлся сместной суд князя и посадника, учреждённый после выступления новгородцев в 1136 году, в его юрисдикцию входили тяжкие преступления. Суды сотских и старост занимались незначительными конфликтами. Зачастую новгородцы прибегали к третейскому суду, преимуществом которого была выборность судей, простота и дешевизна процесса. Духовные дела всего населения республики подлежали суду новгородского епископа, который также рассматривал конфликты между церковными людьми и жителями владений Дома Св. Софии. Постепенно в ведение владычного суда перешли все дела связанные с поземельными отношениями. К середине XV века зависимое население оказалось в полной юрисдикции вотчинных судов землевладельцев, рассматривавших большую часть дел, исключая такие тяжёлые преступления как убийство и разбой. Торговый суд был государственно-корпоративным: в него входили тысяцкий (а в сложных делах затрагивающих иностранных купцов — также и посадник) и двое купеческих старост. Его заседания проходили в церкви Иоанна на Опоках.
В Людином конце было обнаружено место заседаний сместного суда в XII веке и более ста берестяных грамот, относящихся к уголовным, гражданским, имущественным и торговым делам.

### Административное деление

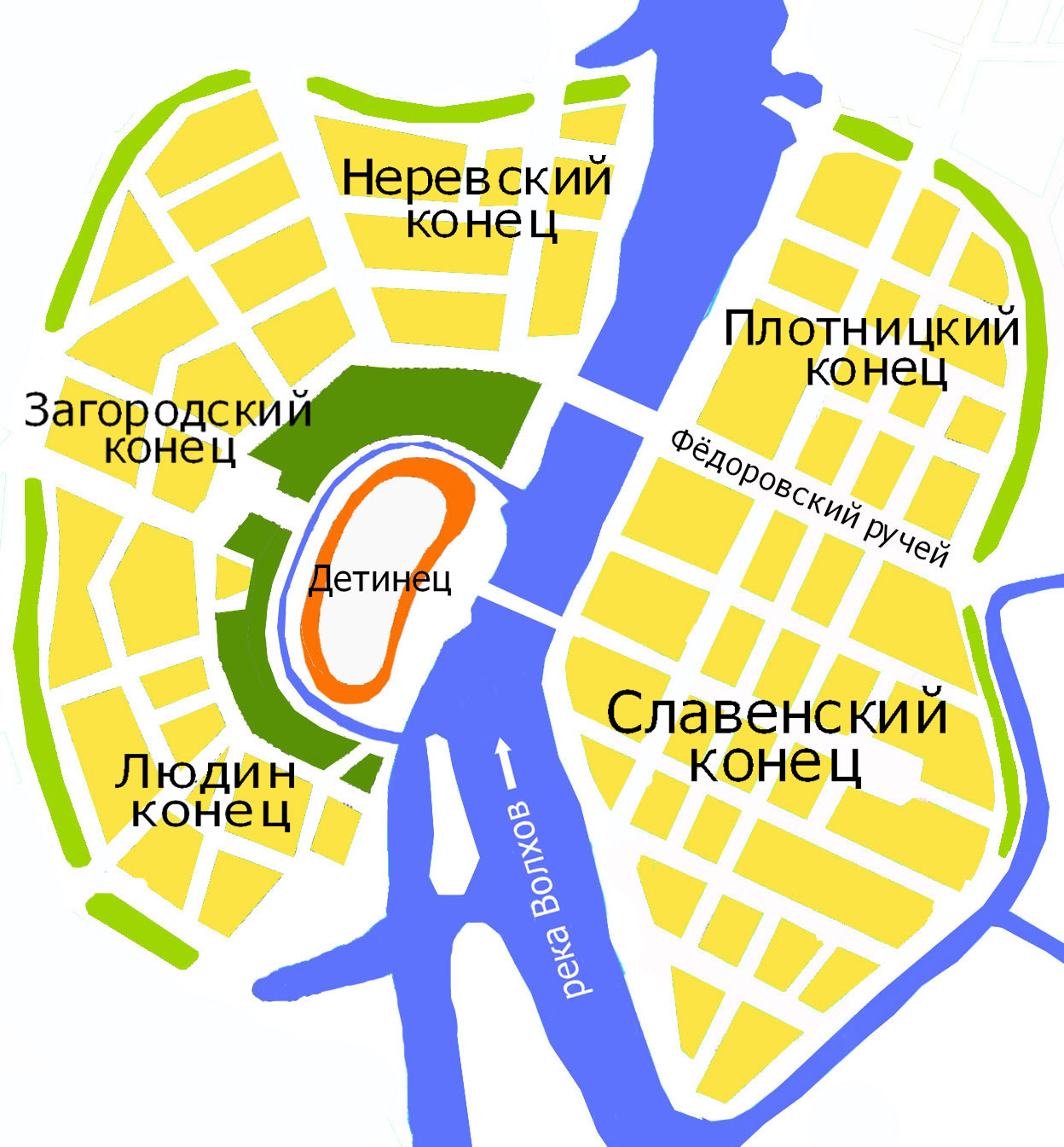
Исторический центр Великого Новгорода

Окружённый земляными валами, Новгород раскинулся на обоих берегах Волхова своими пятью концами: Загородским, Неревским, Людиным на Софийской стороне и Славенским и Плотницким на Торговой.
Каждый конец Новгорода имел своё вече и делился на две сотни. Сотни делились на улицы. Соответственно, во главе их стояли кончанские, сотские и улицкие старосты. Во время войны каждая улица, сотня и конец составляли свою военную часть, входившую в ополчение.

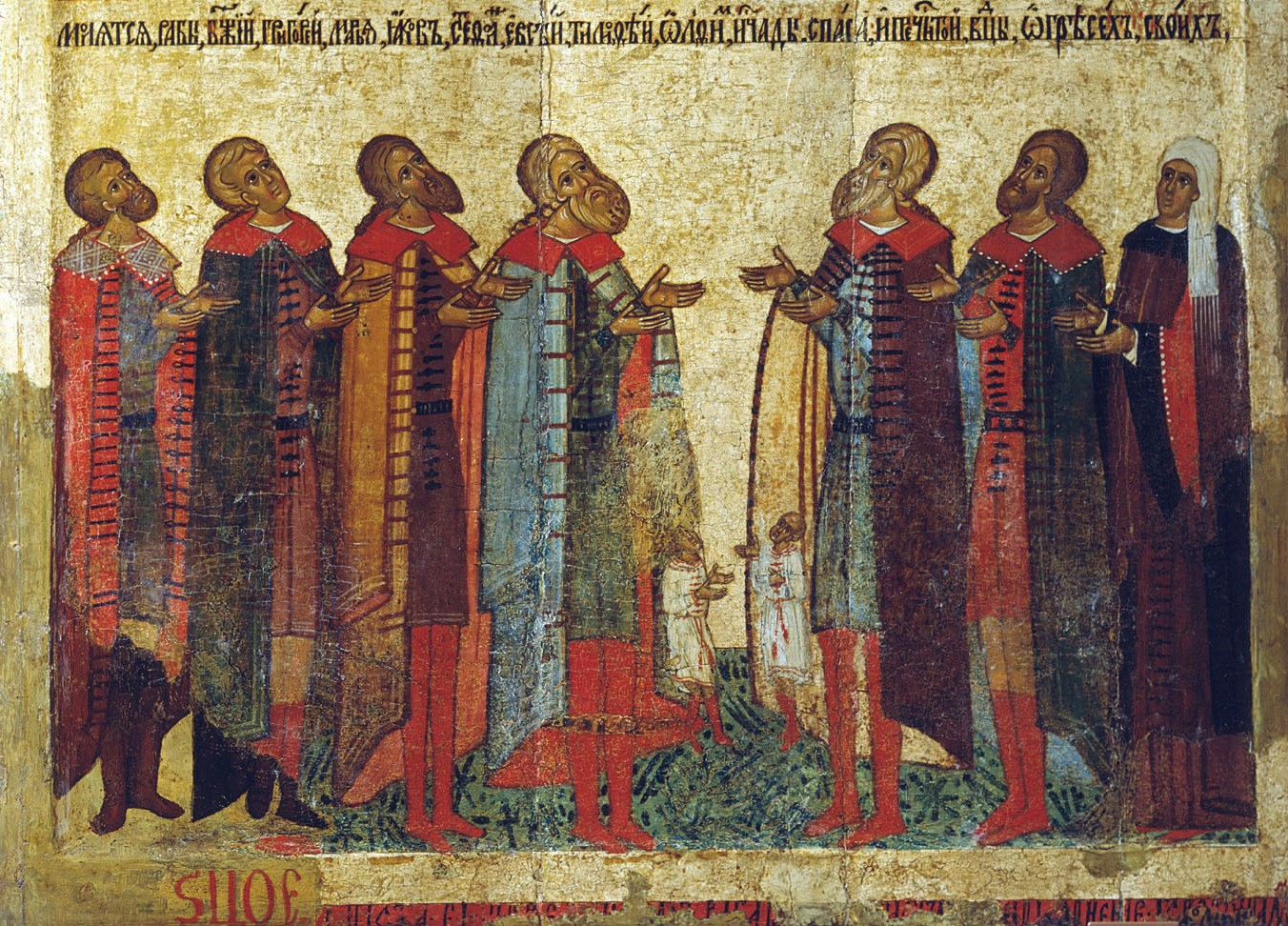
Новгородские бояре Кузьмины. Деталь иконы «Молящиеся новгородцы» (1467)

### Сословное деление
Бояре
Высший класс составляли бояре, владевшие землями и капиталом и ссужавшие деньгами купцов. Происходя из древней местной племенной знати, они, согласно своему социальному статусу, были самыми влиятельными людьми и занимали все высшие должности. Рост феодального землевладения привёл к тому, что уже в XIV веке 30—40 именитых боярских фамилий сосредоточили в своих руках более половины новгородских земель.
Известные боярские фамилии Великого Новгорода:
- Борецкие
- Авиновы
- Анциферовичи

Житьи люди
Житьи люди — следующий класс. Это были меньшие землевладельцы и с меньшим капиталом, не занимавшие высших должностей. Иногда они пускались в торговлю.
Купечество
Ещё ниже стояло купечество, которое делилось на гильдии, высшей из которых была «Ивановское сто».
Чёрные люди
В «чёрных людях» числились ремесленники, мелкие торговцы, рабочие.
Селяне
- Своеземцы (земцы) — не бояре, но люди, которые имели свою землю и сами её обрабатывали (отсюда и название). Этот класс крестьян-собственников кроме Новгорода встречался только в Псковской земле[52].

Остальные группы крестьян обрабатывали либо частные, либо государственные земли. Их зависимость от землевладельцев со временем росла, и в XIII—XV веках была большей, чем в других русских землях.
- Смерды — крестьяне, жившие на государственных землях и обрабатывавшие эти земли.
- Половники, поручники, изорники, кочетники — крестьяне, обрабатывающие чужие частновладельческие земли[15].
- Закупы (от «купа» — долг), рядовичи — крестьяне, бравшие плату за свою работу вперёд (авансом). В этом случае они становились временно, до полной выплаты долга, зависимыми от владельца земли.

Холопы
Одерноватые холопы — низшая ступень, полные рабы, ставшие таковыми в результате невыплаты долга или совершения какого-либо проступка.
Другие классы
- Духовенство
- Ушкуйники

### Права женщин
В Новгородской республике женщины являлись экономически самостоятельными, юридически грамотными и ответственными перед законом субъектами. Среди письменных памятников есть достаточное число примеров судебных претензий с участием женщин. В судах разбирались финансовые, коммерческие, имущественные споры, а также семейные конфликты.
Новгородские женщины занимались производством, вели прибыльные дела (занимались коммерцией, преимущественно ростовщической), владели землёй.
Женщины играли заметную роль в семейной, правовой и экономической сферах жизни Новгорода. Участие женщин в политической жизни города неизвестно, предположительно оно было только косвенным, поскольку исторические документы о политической деятельности женщин в Новгородской республике отсутствуют.

## Экономика

### Сельское хозяйство, рыболовство, охота
Средневековое общество было аграрным. Не представлял в этой области исключения и Новгород. Подавляющее большинство населения занималось сельским хозяйством. Город был тесно связан с сельской округой.
Земельные богатства в XIV—XV веках составляли основу могущества правящей верхушки — боярства. Богатые боярские семьи и некоторые монастыри имели в своём владении сотни сёл с зависимыми крестьянами. Известно, что Юрьев монастырь, Аркажский монастырь, Антониев монастырь и некоторые другие важные монастыри имели большие земельные владения. Однако по своему размеру сёла были очень небольшими (даже в конце XV века 90 % сёл имели всего 1—4 двора). Сельские поселения объединялись в административно-хозяйственные единицы, называвшиеся погостами и являвшиеся одновременно церковными приходами. Погостами назывались также главные поселения погостов-земель. В погосте-селе обычно было 10—15 дворов, церковь, имелся староста, происходил суд. Сюда же съезжались люди с окрестных деревень для торга. Нередко на таком погосте жили господа, а также «непашенные люди». В XIV—XV веках возникают сельские торгово-ремесленные поселения, называемые рядками. Обычно они располагались на берегах рек и имели по несколько десятков дворов.

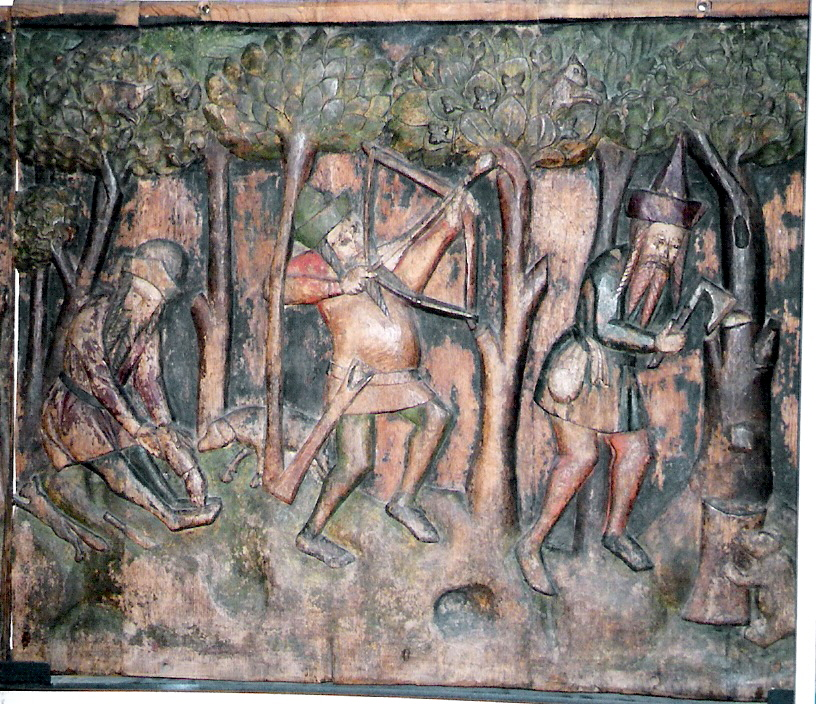
Охота и бортничество в новгородских лесах. Резные панели скамьи церкви Святого Николая в Штральзунде, около 1360 года

До XIII века сельское хозяйство развивалось очень низкими темпами. Оказывали влияние внешние факторы: неурожайность, эпидемии, падёж скота. Крестьяне приграничных земель постоянно страдали от мелких иноземных грабительских набегов. В XIII веке устаревшую подсечно-огневую систему земледелия, заставлявшую крестьян постоянно искать новые леса для создания плодородных почв, а значит и постоянно кочевать, стала заменять новая трёхпольная система, дающая большую эффективность. Появилась также двухзубая соха с полицей, повышающая эффективность обработки почвы. При раскопках в Новгороде в слоях начала XIII века найден сошник усиленной конструкции, отличавшийся от обычного меньшими размерами, большей толщиной и узкой рабочей частью, очевидно, использовавшийся для обработки не окультуренных старопахотных, а тяжёлых почв, а это, в свою очередь, свидетельствует о том, что подсечная система земледелия ещё не утратила к тому времени своего значения. Согласно летописным данным, подтверждённым археологическими исследованиями, основной зерновой культурой была озимая рожь, под которую выделялась половина всех посевов, и яровая пшеница. Господствовавшая паровая система земледелия и распространившийся к XII веку трёхпольный севооборот предполагали иметь только одно поле с озимой культурой. Выращивали также гречу, лён, ячмень, просо и овёс. Было распространено огородничество. Выращивали лук, чеснок, капусту, репу. Из плодовых деревьев распространены были яблоня и вишня. Существовали хмельщики — производители сырья для одного из самых употребимых в средневековом Новгороде напитков — пива.
В реках и озёрах Новгородской земли в изобилии водились рыба, причём как «чёрная» (карповые, щуковые, окунёвые и т. д.), так и «красная» (осетровые, лососёвые). Естественно, рыба в больших количествах вылавливалась новгородцами. Ловили и раков, которых тоже тогда было немало. Новгородцы не знали сахара, поэтому ценен был мёд, а вместе с ним и воск. В связи с этим очень распространено было бортничество — промысел мёда. Специально пчёл не разводили, мёд брали у диких дупловых пчёл. Распространено было животноводство, крупный рогатый скот являлся предметом торговли. Охота являлась привычным занятием как для представителей знати, так и для социальных низов. Охотничьи угодья не раз упоминаются в грамотах о купле-продаже. Леса Новгородских земель изобиловали многими видами зверя, особо ценились пушные звери. Новгород был крупнейшим экспортёром мехов в Европу, поставлялись белка, куница, соболь и другой мех. Другим важным предметом экспорта являлся воск.

### Ремёсла

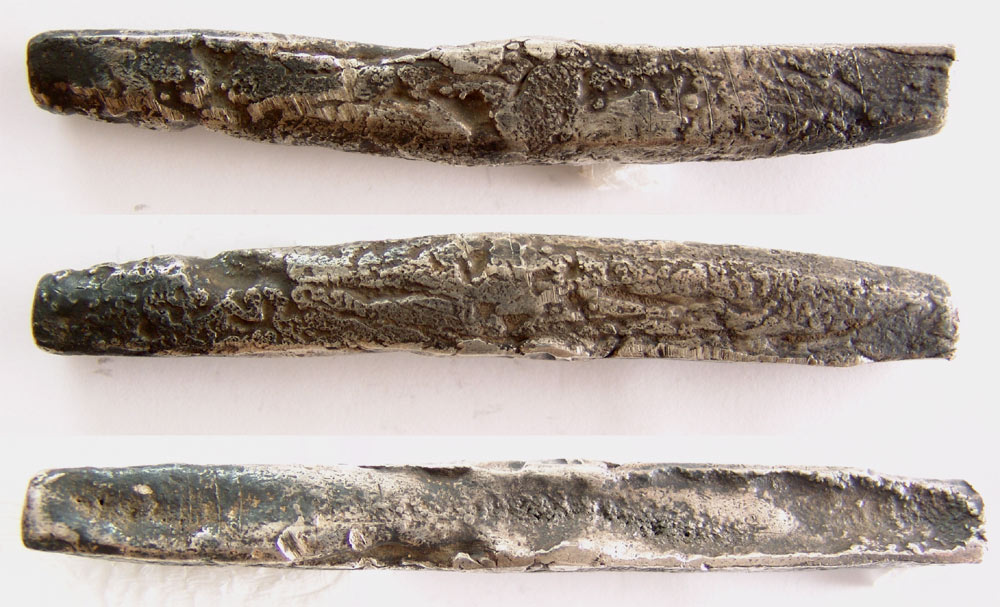
Новгородская гривна из селища в районе Копорья

В писцовых книгах упомянуты около 30 промыслов, которыми новгородцы занимались вдобавок к своим земледельческим работам. К примеру, в писцовой книге упоминается выплавка железа. Занимались ей в Водской пятине и насчитывалось около 215 домниц, которые обслуживались 503 домниками. За год на каждой такой домнице выплавлялось примерно 1,5 тонны металла. Обрабатывался металл кузнецами, которых в Водской пятине насчитывалось 131 человек (по данным на конец XV века). Другим промыслом, имевшим, наряду с выплавкой железа, немаловажное значение для экономики Новгорода, было солеварение. Им занимались многие крестьяне Деревской и Шелонской пятин, а также Поморья. Важным центром солеварения являлась Старая Русса. Владельцы соляных варниц нанимали сезонных рабочих — копачей. Интересным промыслом был жемчужный. В летописях московских и всяческих других можно найти описания новгородского жемчуга, такие как (по словам Ивана Грозного) «жемчуги не малы, и хороши и чисты».

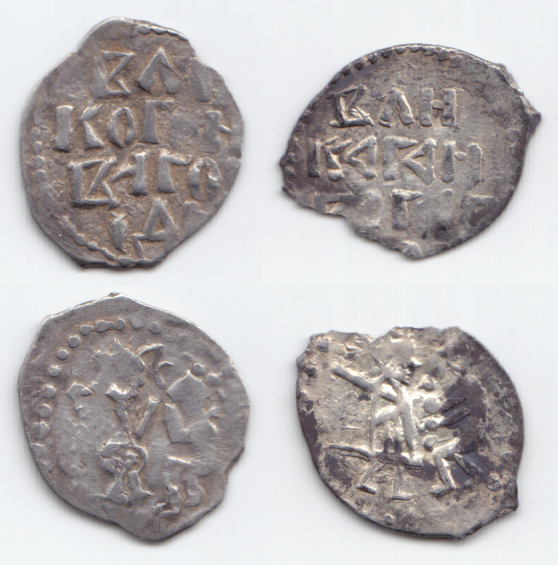
Новгородские денги (новгородки) 1420—1478 гг.

Хотя сельское хозяйство новгородских земель было в основном натуральным, крестьяне всё же нуждались в продукции некоторых высококвалифицированных ремесленников, давая тем самым стимул для развития ремёсел. Уже ко времени монгольского нашествия в Новгороде существовало свыше 50 профессий ремесленников — от кузнеца до ювелира. Многие из них были очень узкие, как, например, щитник, гвоздочник, котельник, мостник и другие. Согласно археологическим данным, в XIV столетии в Новгороде массово выпускались ювелирные украшения финно-угорского типа. Железоделательное производство выпускало ножи, топоры, серпы, косы, другие орудия сельского хозяйства, а также оружие. В XV веке новгородская промышленность стала выпускать огнестрельное оружие. Причём оружие, изготовлявшееся для богатого заказчика, нередко обильно украшалось драгоценными камнями и металлами.
Особо узкой и крайне сложной считалась профессия замочника. Согласно исследованиям Б. А. Колчина, висячие замки состояли порой из почти 40 мелких деталей. Большой ассортимент изделий изготавливался мастерами-деревообделочниками. В культурном слое Новгорода были найдены многие музыкальные инструменты, изготавливаемые такими мастерами: гусли, дудки, свистки и т. д. Также широко распространены были гончарное, ткацкое, кожевенно-обувное ремёсла.

### Торговля

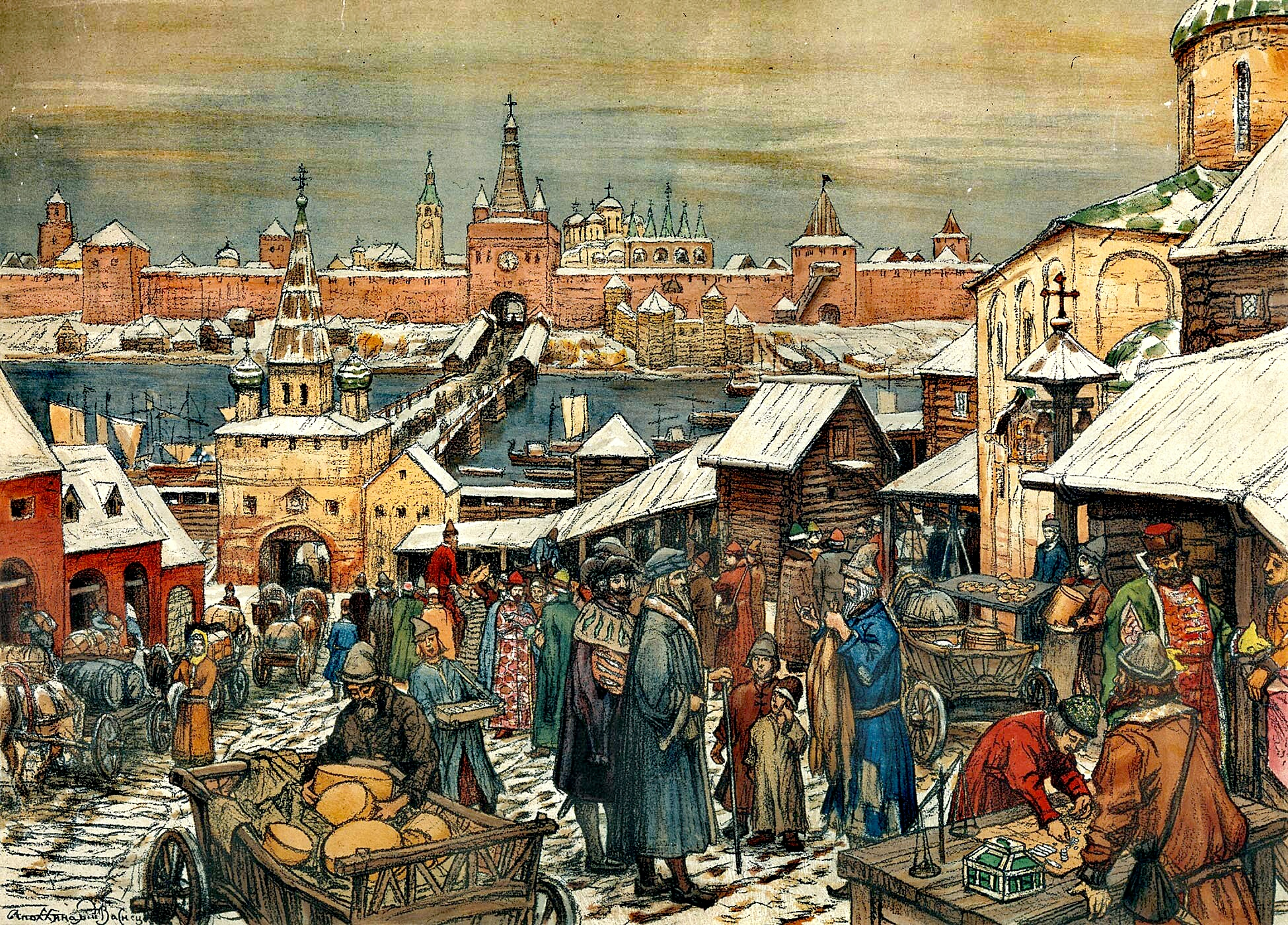
Аполлинарий Васнецов. «Новгородский торг» (1908—1909)

Новгород являлся основным «окном в Европу» для Руси. Новгород был составной частью торгового пути «из варяг в греки», то есть из стран Скандинавии в Византию. Одновременно Новгород стоял на пути из государств Древнего Востока на Русь и страны балтийского побережья. Торг находился на правом берегу Волхова, напротив детинца, с которым его соединял Великий мост. Лавки, которых было около 1800, делились на ряды. Название ряда соответствовало продаваемой на нём продукции.
Начало торговли Новгорода со странами Западной Европы относится к X—XI векам. В скандинавских сагах не раз упоминается о торговле между новгородцами и норвежцами. В одном из отрывков «Книги о заселении Исландии» древнеисландского историка Ари Торгильссона рассказывается о купце Хольмгардсфари Бьёрне, прозванном Меховым, потому что он ездил в Новгород и привозил оттуда пушнину, а в «Круге Земном» Снорри Стурлусона сообщается о неком Гудлейке Гардском, который отправился в Хольмгард по приказу короля Олафа, чтобы купить там для него «драгоценные ткани», «дорогие меха» и «роскошную столовую утварь». В хронике Адама Бременского приводятся слова датчан, которые рассказывали, что при попутном ветре они проплывали путь за один месяц до «Острограда», который Е. А. Рыбина убедительно идентифицирует с Новгородом. В XII веке оживились отношения новгородцев с островом Готланд, расположенном в центре Балтийского моря и являющимся в XI—XIII века центром балтийской торговли. На рубеже XI—XII веков в Новгороде уже существовала торговая фактория готландских купцов — так называемый Готский двор (Gutagard, Gotenhof) с церковью Святого Олафа, которую новгородцы называли «Варяжской божницей». На Готланде, в Висбю, новгородские купцы основали своё подворье, тоже с церковью, остатки которой сохранились.
Во второй половине XII столетия на Готланде и в Новгороде появились немецкие купцы, приплывшие сюда из Любека и других немецких городов. Постепенно они начали развивать свою торговлю и вытеснять готландцев из Новгорода, что привело их к конфликту в 1188 году с новгородскими купцами, имущество которых в Висбю было конфисковано. В рамках разрешения возникших противоречий в 1191—1192 годах (наиболее широкая датировка: 1189—1195 года или 1198—1199 года) был заключён договор Новгорода с Готским берегом и немецкими городами.

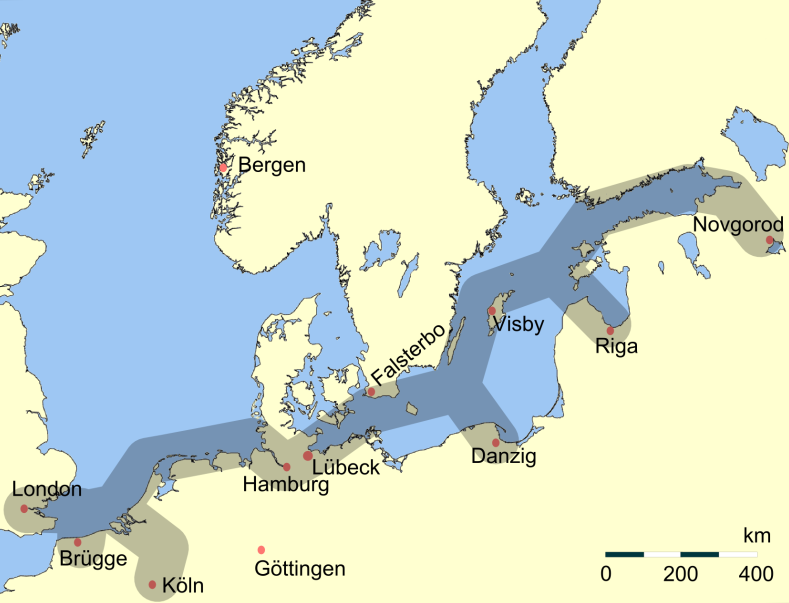
Основные торговые пути Ганзейского союза

В конце XII века, по примеру готландцев, немцы развернули в Новгороде свой гостиный двор. В ганзейских источниках он назывался Петерхоф, или двор Св. Петра. Так называлась заложенная здесь в 1192 году немцами церковь. Этот двор являлся основой конторы Ганзы в Великом Новгороде. Так же как Готский, он располагался на Торговой стороне, недалеко от Ярославова Дворища, но с его восточной стороны. Руководили конторой сначала немецкий Любек, а потом ливонские Рига, Дерпт, Ревель. Устройство ганзейской конторы в Новгороде, организация быта и торговли, а также взаимоотношения с новгородцами регламентировались специальными постановлениями, записанными в специальный устав — скру (что означает «книга законов» или «судебник»). Приезжать в Великий Новгород дважды в год и жить во дворах имели право только купцы ганзейских городов. Скра также запрещала любые торговые отношения с «неганзейцами» (особенно голландцами и фламандцами — главными конкурентами Ганзы).

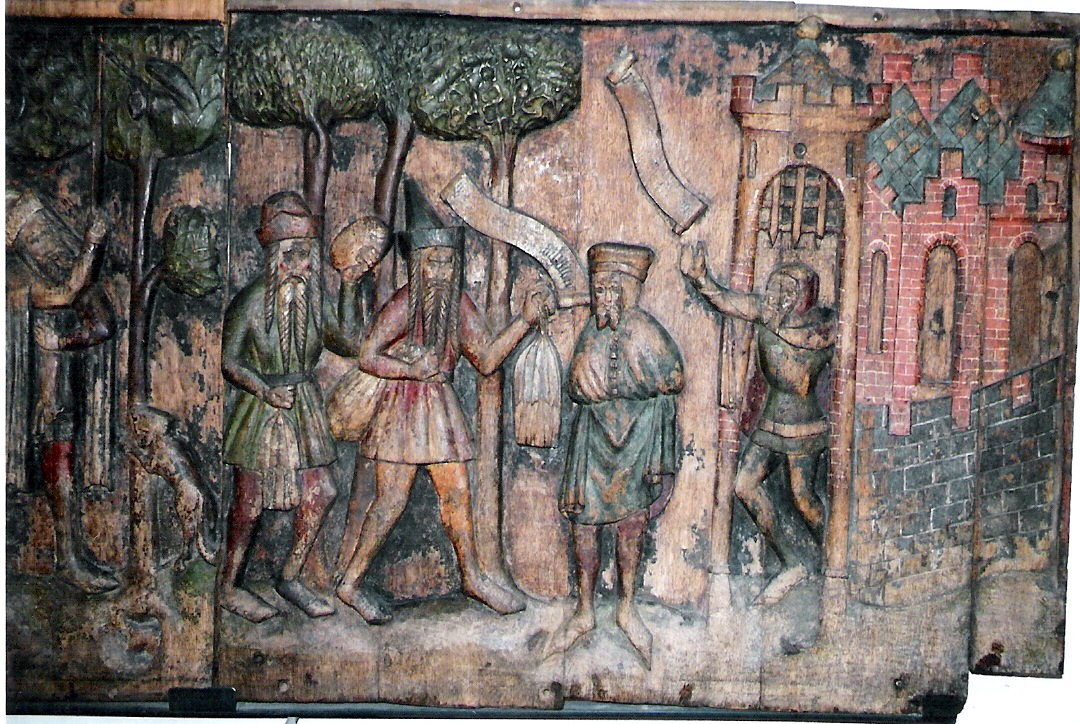
Новгородцы предлагают свой товар (меха белки) приказчику подворья Святого Петра в Риге. Резная панель из церкви Святого Николая в Штральзунде. Около 1360 года

Новгородские купцы приходили на Немецкий двор, чтобы договориться о сделках и забрать товар. Ганзейские же купцы приобретали новгородские товары непосредственно на русских усадьбах. Торговля была оптовой и меновой. Ткани продавались поставами, запечатанными специальными пломбами, соль — мешками, мёд, вино, сельдь, цветные металлы — бочками. Даже мелкие штучные товары продавались большими партиями: перчатки, нитки, иголки — дюжинами, сотнями, тысячами штук. Русские товары также закупались оптом: воск — кругами, мех — сотнями шкурок. Строго соблюдался и меновый характер торговли, то есть наличный товар за наличный товар. Торговля в кредит категорически запрещалась под угрозой конфискации товара.
Из Руси немецкие купцы вывозили в основном меха, самым ходовым товаром были беличьи шкурки разных сортов. Наиболее ценные меха считались штуками, иногда «сороками» (40 штук), а белки — сотнями, тысячами и бочками (в бочку входило до 12 тысяч шкурок). Известно, что в 1350-х годах немецкий купец Виттенборг продал за три года 65 тысяч шкурок (в основном белки), приобретенных в Новгороде, а в 1418—1419 годах купец Фекингузен закупил в Новгороде 29 тысяч шкурок.
Ещё одним широко вывозимым товаром был воск. Для освещения огромных зал и готических соборов требовалось много свечей. Своего воска в западной Европе не хватало, поэтому новгородские бортники вполне могли не только обеспечивать воском свой регион, но и продавать его за рубеж. Воск продавали кругами весом около 160 кг каждый. Немецкие купцы покупали и кожаную обувь, которой славился в то время Новгород.
Ввозили в Новгород ткани — в основном дорогое сукно. Новгородское ткачество полностью удовлетворяло повседневные потребности новгородцев в одежде, но для праздничных случаев предпочитали ткани подороже. О размерах ввоза говорят такие факты: в 1410 году у немецких купцов в Новгороде было около 80 тыс. метров, и причём всё было продано в этот год. Немаловажным являлся ввоз цветных металлов, которых не было в болотистых новгородских землях. Медь, олово, свинец и другие металлы, привезённые с Запада, позволяли новгородцам удовлетворять свои нужды. Из продовольствия ввозили соль, сельдь, пряности, а в неурожайные годы и хлеб.
Отношения новгородцев и ганзейцев складывались непросто и далеко не всегда по-дружески. Ссоры, стычки и запреты на торговлю были довольно частыми явлениями. Обычно конфликты возникали из-за несоблюдения той или иной стороной правил торговли. К примеру, в случае нарушения одним из купцов правил торговли предъявлять иск следовало только виновному лицу. Но судя по источникам, подобные нарушения часто влекли за собой арест всех новгородских купцов в ганзейских городах и арест немецких купцов в Великом Новгороде. Ограбление новгородцев где-нибудь в Балтийском море или в Ливонии также нередко влекло за собой задержание всех немецких купцов в Великом Новгороде.
Особенно участились взаимные аресты купцов и товаров во второй половине XIV века. Конфликты переросли в торговую войну 1385—1391 годов, в результате которой был заключён Нибуров мир (1392). Причиной прекращения торговых отношений нередко были войны и политические распри между Новгородом и его противниками (чаще всего Ливонским орденом и Швецией). Хотя на время войн договоры и гарантировали купцам «свободный путь», всякий раз с началом войны объявлялась торговая блокада. Иногда конфликты возникали непосредственно между жителями Великого Новгорода и иноземными купцами. В периоды особенно острых противоречий ганзейские купцы закрывали дворы и, забрав имущество, покидали Новгород. Новгородцы же в свою очередь стремились задержать ганзейцев в городе до удовлетворения своих требований. Подобные конфликты вспыхивали в 1403, 1406—1409, 1410—1412, 1416, 1420—1421, 1424—1425, 1439—1440, 1441, 1443, 1448, 1468 и 1478 годах.
Конец новгородско-ганзейским отношениям положил в 1494 году Иван III, когда по его указу немецкая контора в Великом Новгороде была закрыта, а ганзейские купцы и их товары были арестованы и отправлены в Москву. Разные историки называют разные причины этого: желание Ивана III после подчинения Новгорода Москве подорвать его могущество, заключение русско-датского договора в 1493 году, казнь (сожжение заживо) двух русских в Ревеле в 1494 году (один был казнён как фальшивомонетчик, второй — по обвинению в содомии) без уведомления властей русской стороны, как это надлежало сделать согласно новгородско-ливонскому договору 1493 года.
В начале XX века получила популярность концепция В. О. Ключевского, согласно которой торговля являлась основным фактором возникновения и существования Великого Новгорода. В советской историографии эта позиция была весьма прочной вплоть до 1930-х годов. Во второй половине XX века эта точка зрения вновь стала набирать как сторонников, так и противников.
Ввозили в Новгород предметы роскоши и только отчасти сырьё для ремесленников. Экспорт же предоставлял возможности для покупки товаров. Современные историки, не отрицая важности торговли, с полной очевидностью выяснили, что основой хозяйства Новгородской земли было сельскохозяйственное производство наряду с развитым ремеслом.

## Культура

### Язык и грамотность

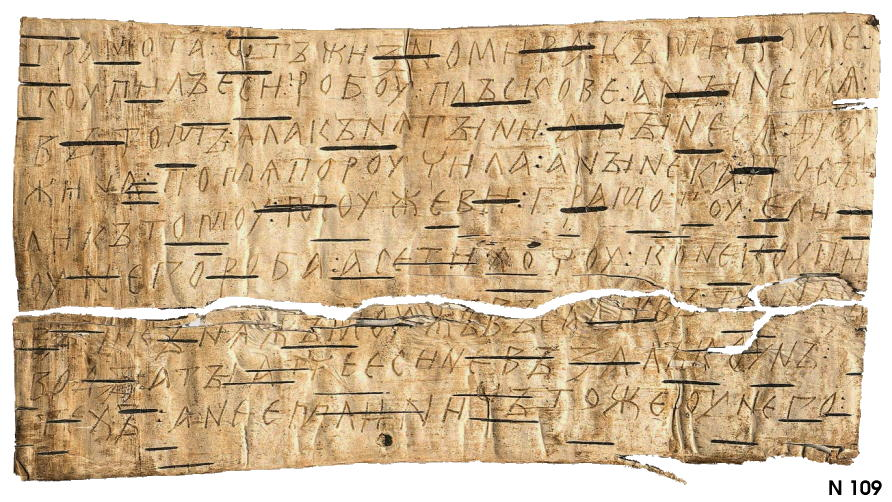
Берестяная грамота № 109

Язык новгородцев отличался от языка центральных русских княжеств, он известен как новгородский диалект.
Новгородцы-горожане были довольно грамотными и использовали берестяные грамоты, которые содержали частные письма и предложения, уведомления и счета. Эти документы дают довольно полное представление о повседневной жизни разных социальных слоёв. По данным на август 2022 года, Новгородской археологической экспедицией найдено было при раскопках 1154 грамоты.

### Религия

Икона Видение пономаря Тарасия, XVI в. Изображён Новгород и его жители, занимающиеся повседневными делами

Господствующей религией в Новгородской республике было православие. Константинопольский Патриарх, за верность в поддержке своей политики Новгородским епископом Нифонтом во время смуты в 1155 году, предоставил новгородскому архиерею титул архиепископа, что дало ему автономию от Киевского митрополита.
В 1352 году константинопольский патриарх Филофей подарил новгородскому архиепископу Василию белый куколь (он же клобук). Позже такой куколь-клобук стал принадлежностью всероссийских митрополитов и патриархов. Куколь состоял из полусферической шапочки с длинными отвесами, которые были украшены яхонтами и крупным жемчугом.
Однако почти независимая Новгородская земля почти на 100 лет дольше остальных русских епархий сохраняла свободолюбивый (в вопросах избрания монахами себе игуменов) Студийский устав и не спешила переходить на Иерусалимский устав, который ещё раньше был принят во всём православном мире.
В XIV веке в Новгороде распространилось религиозное движение стригольников, выступавших против церковной иерархии и продажи церковных должностей. В конце XV века в Новгороде зародилось движение жидовствующих, которое в дальнейшем получило распространение и в Москве и было осуждено Православной церковью как ересь.
Несмотря на то, что в новгородских текстах католическая вера определяется как «латыньское богумерзкое служение», сознанию новгородцев свойственна была определённая религиозная толерантность. Местные купцы проявляли веротерпимость по отношению к ганзейским купцам-католикам, а архиепископ Великого Новгорода называл последних в своих письмах «дети мои», посылая им своё благословение. Характерно, что на украшающих храм Святой Софии бронзовых Магдебургских вратах XII века новгородцы сохранили изображения всех католических иерархов.
Среди инородцев на просторах Новгородской республики было распространено язычество. О приверженности жителей самого Новгорода дохристианским культам свидетельствует датируемая серединой XIV века берестяная грамота № 317, содержащая гневное обращение православного священника к язычникам.

### Архитектура
Формирование новгородской архитектурной школы относят к середине XI века, времени строительства Софийского собора в Новгороде. Уже в данном памятнике заметны отличительные черты новгородской архитектуры — монументальность, простота, отсутствие излишней декоративности.

### Новгородская литература

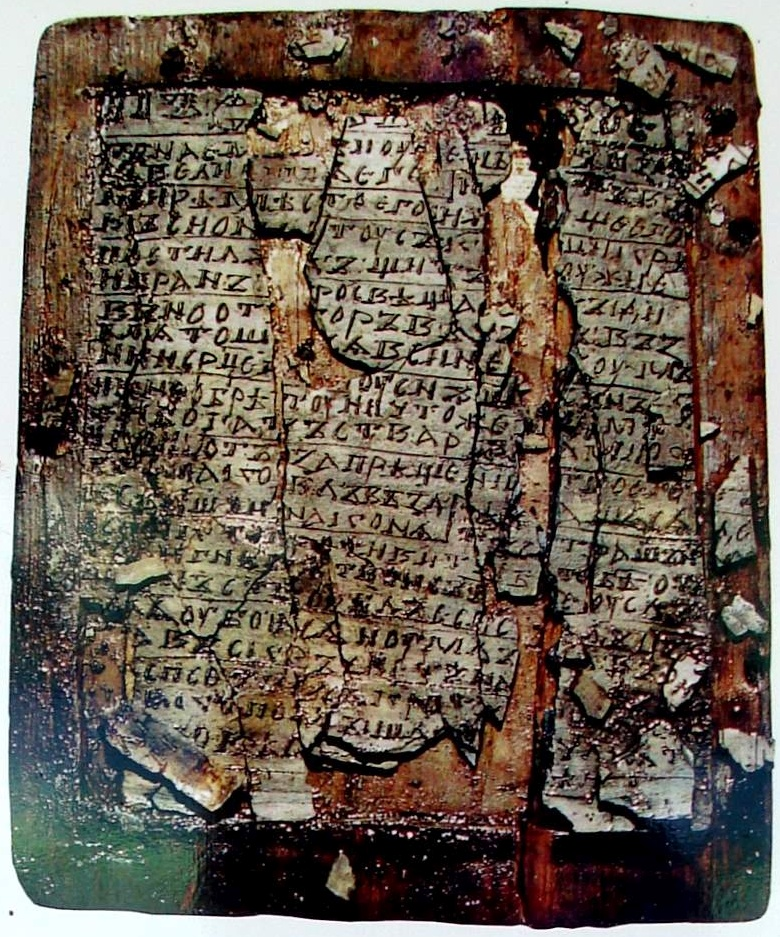
Лист древнейшей новгородской рукописи на покрытых воском липовых дощечках, обнаруженный в 2000 году в Троицком раскопе

Древнейшим памятником новгородской литературы являются летописи. Местное летописание возникло при местном Софийском соборе не позже середины XI века, хотя старейший пергаментный список Новгородской первой летописи Старшего извода датируется рубежом XIII—XIV столетий. Существенным отличием новгородского летописания является преимущественный интерес к событиям внутригородским, описаниям военных походов и сражений оно явно предпочитает назначения посадников, тысяцких и владык, а также бурную общественную жизнь и социальные распри, повышенное внимание уделяется также городскому строительству и природным катаклизмам. Выделяет летописцев Новгорода Великого и активное использование разговорного народного языка и народного фольклора. В составе летописных сводов сохранились древнерусские повести, сказания, начиная со «Сказания о Святей Софии в Цариграде», жития святых и церковные поучения, древнейшее из которых принадлежит епископу Луке Жидяте (1058). Уже в XII веке по уровню развития книгописания Новгород успешно конкурировал с Киевом, и большинство дошедших до нас пергаментных рукописей имеют новгородское происхождение.
Особенное распространение в Новгороде получил жанр хождений. Уже в начале XIII века здесь пишется «Книга паломник» Добрыни Ядрейковича, которому приписывается и «Повесть о взятии Царьграда» (1204), в середине XIV века создаётся «Хождение Стефана Новгородца», а вскоре после него — «Сказание о Константинеграде».
Другим литературным жанром были церковные послания, из числа которых наиболее известно «Послание архиепископа Василия владыце тферскому Феодору», называющееся также «Посланием о рае» (1347), которое, несмотря на консервативность содержания, отличается определёнными литературными достоинствами.
К середине XV века относится расцвет новгородской литературы: появляются произведения о боярах (Повесть о посаднике Щиле, Повесть о посаднике Добрыне), жития (например житие Варлаама Хутынского) и летописное Сказание о знамении от иконы Богородицы повествующее о победе новгородцев над Андреем Боголюбским.
Музыкально-зрелищная часть культуры Великого Новгорода выразилась в творчестве народных музыкантов-гусляров и скоморохов, деятельность которых отразилась в произведениях местного фольклора, но преследовалась церковными властями, а в 1358 году по инициативе владыки Моисея и вовсе была запрещена. Вместе с тем, наряду с народной музыкой, в Новгороде существовала развитая церковно-певческая традиция, письменные памятники которой известны с XI века.
В Новгороде происходят события многих былин новгородского цикла, самыми известными героями которых являются Василий Буслаевич и торговый гость Садко.